# Ржевуский, Вацлав Пётр
Ва́цлав Пётр Ржеву́ский (пол. Wacław Piotr Rzewuski, 29 октября 1706, Роздол — 27 октября 1779; Селец) — польский государственный и военный деятель. Гетман польный коронный (1752—1773) и гетман великий коронный (1773), каштелян краковский 1778—1779), воевода краковский 1762—1778), воевода подольский 1736—1750, 1756—1762), писарь и маршалок Сейма I Речи Посполитой в Варшаве в 1736 году. Владелец Подгорецкого замка.

## Биография

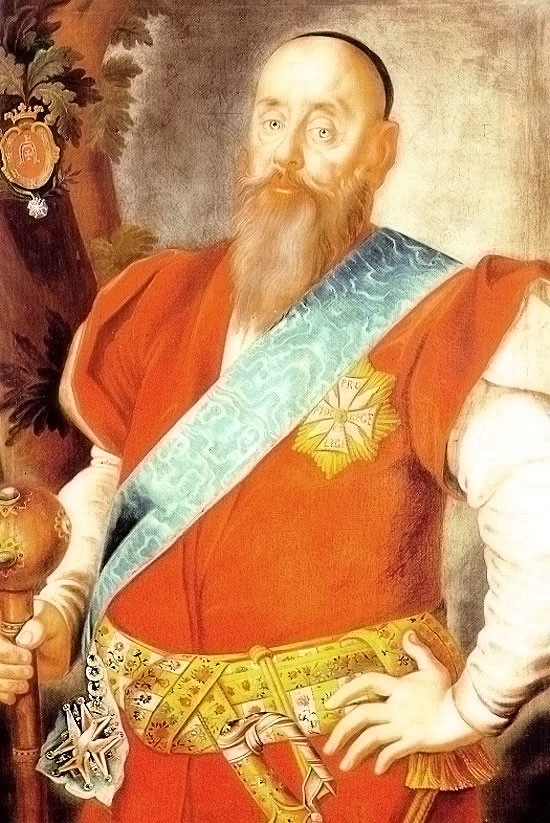
Портрет Пётра Ржевуского Вацлава

Представитель знатного польского магнатского рода Ржевуских герба «Крживда». Родился 29 октября 1706 года, младший сын гетмана великого коронного Станислава Матеуша Ржевуского (1662—1728) и Людвики Куницкой.
Вацлав Ржевуский собрал большую коллекцию ценных картин и старинного оружия, перевёз ценнейшие вещи из Олеского замка в Подгорецкий. Создал типографию и театр в Подгорцах, выстроил при замке костёл.
В 1732 году Вацлав Пётр Ржевуский получил должность писаря польного коронного. В 1733 году поддержал кандидатуру Станислава Лещинского на польский королевский престол. В 1734 году был избран маршалком конфедератских сеймиков в Холмской земле. После победы Августа III вынужден был эмигрировать за границу.
В 1735 году Вацлав Пётр Ржевуский был награждён Августом III орденом Белого Орла. Во время правления Августа III был членом придворной фракции сторонников сохранения прежнего устройства республики. В 1737 году был избран маршалком Коронного Трибунала в Люблине. В 1736—1750, 1756—1762 годах — воевода подольский. В 1752 году был избран послом на сейм от Холмщины. В 1752 году Вацлав Пётр Ржевуский получил польную коронную булаву, а в 1762 году был назначен воеводой краковским. Был одним из лидером консервативной магнатской группировки, выступавшей против реформирования государственного устройства Речи Посполитой. В мае 1764 года подписал манифест, в котором признавал нахождение русских войск незаконным в Варшаве во время конвокационного сейма. В 1767 году стал одним из организаторов создания Радомской конфедерации.
С апреля по ноябрь 1773 года был великим гетманом коронным. За противодействие политике российского посла князя Николая Репнина во время Репнинского сейма был арестован и на 5 лет сослан в Калугу. Во время калужской ссылки писал покаянные псалмы. В 1778 году получил должность каштеляна краковского.
Последние годы прожил как монах-капуцин. Умер в Сельце 27 октября 1779 года. Похоронен на кладбище в селе Кумов Майорацкий.

## Семья
В июле 1732 года Ржевуский женился на княгине Анне Любомирской (1714—1763), дочери воеводы черниговского князя Юзефа Любомирского (1676—1732) и Терезы Мнишек (1690—1746).
- Тереза Каролина (1742/1749-1787), жена с 1764 года воеводы виленского, князя Кароля Станислава Радзивилла (1734—1790).
- Мария Людвика (1744—1816) — жена с 1766 года генерального старосты жмудского Яна Николая Ходкевича (1738—1781).
- Станислав Фердинанд (1737—1786) — хорунжий великий литовский.
- Юзеф (1739—1816) — польский генерал-лейтенант.
- Северин (1743—1811) — польский генерал-майор и гетман польный коронный.

## Труды
Автор драматических произведений:
- «Żółkiewski» 1758
- «Natręt» 1759
- «Władysław pod Warną» 1760
- «Dziwak» 1760
- «Mowy i listy» 1761
- «Matys i drwale»
- «Zabawki wierszopiskie i krasomowskie» 1762
- «Zabawki dziejopiskie» 1766